# 합동 관계
보편 대수학에서 합동 관계(合同關係, 영어: congruence relation)는 대수 구조의 몫 대수를 정의하는 동치 관계이다.

## 정의
대수 구조 {\displaystyle (S,F)}는 집합 {\displaystyle S}와, {\displaystyle S} 위의
{\displaystyle S\times S\times \cdots \times S\to S}
꼴의 함수들의 집합 {\displaystyle F}의 순서쌍이다. 대수 구조 {\displaystyle (S,F)} 위의 합동 관계(영어: congruence relation) {\displaystyle \sim }는 다음 조건을 만족시키는, {\displaystyle S} 위의 동치 관계이다.
- 모든 {\displaystyle f\in F}, {\displaystyle f\colon S^{\times n}\to S} 및 {\displaystyle {\vec {a}},{\vec {b}}\in S^{\times n}}에 대하여, 만약 모든 {\displaystyle i=1,\dots ,n}에 대하여 {\displaystyle a_{i}\sim b_{i}}라면 {\displaystyle f({\vec {a}})\sim f({\vec {b}})}이다.

대수 구조 {\displaystyle (S,F)} 위의 합동 관계들의, 함의에 따른 부분 순서 집합은 {\displaystyle \operatorname {Cong} (S)}로 표기한다. 이는 {\displaystyle S}의 동치 관계 격자 {\displaystyle \operatorname {Equiv} (S)}의 부분 격자를 이루며, 또한 이는 완비 격자이자 대수적 격자이다.:37, Theorem 5.5
합동 관계의 동치 관계 조건을 반사 대칭 관계로 약화하면, 허용 관계의 개념을 얻는다.

## 예
군 {\displaystyle (G,\cdot ,{}^{-1},1)}는 이항 연산 {\displaystyle \cdot }, 일항 연산 {\displaystyle ^{-1}}, 영항 연산 {\displaystyle 1}이 정의되어 있는 대수 구조이다. 이 경우, 군 {\displaystyle G}의 합동 관계는 {\displaystyle G}의 정규 부분군과 일대일 대응한다. 합동 관계 {\displaystyle \sim }에 대응하는 정규 부분군은
{\displaystyle N=\{g\in G|g\sim 1\}}
이며, 반대로 정규 부분군 {\displaystyle N\triangleleft G}에 대응하는 합동 관계는
{\displaystyle g\sim h\iff gh^{-1}\in N\iff h^{-1}g\in N\iff g^{-1}h\in N\iff hg^{-1}\in N}
이다.
유사환 {\displaystyle (R,+,\cdot ,-,0)}은 이항 연산 {\displaystyle +}와 {\displaystyle \cdot }, 일항 연산 {\displaystyle -}, 영항 연산 {\displaystyle 0}이 정의된 대수 구조이다. 이 경우, {\displaystyle R}의 합동 관계는 {\displaystyle R}의 아이디얼과 일대일 대응한다. 합동 관계 {\displaystyle \sim }에 대응하는 아이디얼은
{\displaystyle {\mathfrak {a}}=\{r\in R|r\sim 0\}}
이며, 반대로 아이디얼 {\displaystyle {\mathfrak {a}}\subset R}에 대응하는 합동 관계는
{\displaystyle r\sim s\iff r-s\in {\mathfrak {a}}\iff s-r\in {\mathfrak {a}}}
이다.
정수환 {\displaystyle \mathbb {Z} }에서, 주 아이디얼 {\displaystyle (n)}에 대응되는 합동 관계는 정수의 합동 {\displaystyle a\equiv b{\pmod {n}}}이다.
군과 유사환과 같은 경우는 합동 관계가 부분 대수로 주어지지만, 일반적으로는 이는 그렇지 않다. 예를 들어, 모노이드 {\displaystyle (M,\cdot ,1)}의 경우 합동 관계는 부분 모노이드로 정의되지 않는다.

## 같이 보기
- 중국인의 나머지 정리